# Dagfinn Enerly
Arne Dagfinn Enerly (ur. 9 grudnia 1972 w Oslo) – piłkarz norweski grający na pozycji prawego pomocnika. W reprezentacji Norwegii rozegrał 2 mecze.

## Kariera klubowa
Karierę piłkarską Enerly rozpoczynał w amatorskim klubie SF Grei Oslo. W 1990 roku odszedł do Grorud IL. Przez 5 sezonów grał w barwach Grorud w trzeciej lidze norweskiej. W 1995 roku odszedł do Skeid Fotball. W tamtym roku zadebiutował w jego barwach w drugiej lidze norweskiej, a na koniec sezonu awansował do pierwszej ligi. W Skeid grał do końca 1997 roku, a na początku 1998 roku odszedł do Moss FK. W Moss grał przez 3 lata.
W 2001 roku Enerly został zawodnikiem Rosenborga Trondheim, w którym zadebiutował 16 kwietnia 2001 w przegranym 3:4 wyjazdowym meczu z Vikingiem. W debiucie zdobył gola. W Rosenborgu grał do połowy 2004 roku. W latach 2001–2004 czterokrotnie z rzędu wywalczył mistrzostwo Norwegii. W 2003 roku zdobył z Rosenborgiem Puchar Norwegii.
Latem 2004 Enerly przeszedł do Fredrikstad FK. W tym klubie swój debiut zanotował 4 lutego 2004 w meczu z Lillestrøm SK (1:4). W 2005 roku jako gracz Fredrikstad zakończył karierę piłkarską.
| Sezon | Klub           | Kraj     | Rozgrywki    | Mecze | Bramki |
| ----- | -------------- | -------- | ------------ | ----- | ------ |
| 1990  | Grorud IL      | Norwegia | III. liga    | ?     | ?      |
| 1991  | Grorud IL      | Norwegia | III. liga    | ?     | ?      |
| 1992  | Grorud IL      | Norwegia | III. liga    | ?     | ?      |
| 1993  | Grorud IL      | Norwegia | III. liga    | ?     | ?      |
| 1994  | Grorud IL      | Norwegia | III. liga    | ?     | ?      |
| 1995  | Skeid Fotball  | Norwegia | Adeccoligaen | 19    | 14     |
| 1996  | Skeid Fotball  | Norwegia | Tippeligaen  | 26    | 9      |
| 1997  | Skeid Fotball  | Norwegia | Tippeligaen  | 17    | 2      |
| 1998  | Moss FK        | Norwegia | Tippeligaen  | 11    | 4      |
| 1999  | Moss FK        | Norwegia | Tippeligaen  | 21    | 7      |
| 2000  | Moss FK        | Norwegia | Tippeligaen  | 17    | 9      |
| 2001  | Rosenborg BK   | Norwegia | Tippeligaen  | 15    | 1      |
| 2002  | Rosenborg BK   | Norwegia | Tippeligaen  | 13    | 5      |
| 2003  | Rosenborg BK   | Norwegia | Tippeligaen  | 13    | 0      |
| 2004  | Rosenborg BK   | Norwegia | Tippeligaen  | 5     | 0      |
| 2004  | Fredrikstad FK | Norwegia | Tippeligaen  | 12    | 5      |
| 2005  | Fredrikstad FK | Norwegia | Tippeligaen  | 22    | 2      |

## Kariera reprezentacyjna
W reprezentacji Norwegii Enerly zadebiutował 1 września 1996 roku w wygranym 1:0 towarzyskim spotkaniu z Gruzją. Od 1996 do 2001 roku rozegrał w kadrze narodowej 2 mecze.